# 니콘 D5200
니콘 D5200(Nikon D5200)은 2012년 12월 니콘에서 발표한 입문자용 디지털 SLR로, 회전형 LCD를 탑재한 D5100의 후속 제품이다. D5200은 D5100에서 화소수를 높이고 이미지처리엔진을 EXPEED3로 바꿔 이미지 처리성능을 높였고 D7000에서 사용하던 AF모듈을 차용하여 D3200과의 차이점을 두었다. 다만 카메라내부에 AF 모터가 없으므로 AF 모터가 탑재된 AF-S 렌즈를 사용해야만 초점 기능을 사용할 수 있다. 경쟁 모델로는 캐논 EOS 650D 등이 있다.

## D5100보다 향상된 성능[2]
- 도시바 TOS-5105 2,410만화소 이미지 센서
- Nikon Expeed 3 이미지/비디오 프로세서
- 1080p Full HD 비디오 24/25/30 기록, 720p 비디오 24/25/30/50/60 기록,
- H.264/MPEG-4 AVC Expeed 비디오 프로세서 탑재 및 HDMI 아웃 지원
- Active D-Lighting (4 레벨 브라케팅).
- 92만 1천화소 3인치 LCD 스크린
- 라이브 뷰 촬영 중 콘트라스트 동체 추적 및 얼굴 자동 인식 기능
- 초당 5연사, 인터벌 타이머 지원
- 카메라 내장 하이 다이나믹 레인지 이미징HDRI 지원
- 카메라 내장 타임 랩스 기능 지원
- 저 소음 슈팅 모드
- 로우패스 필터 진동 방식의 센서 클리닝 시스템
- 와이어리스 어댑터인 WU-1a 사용시 스마트폰 및 태블릿과 연동해 리모트 컨트롤 가능
- Nikon GP-1 탑재시 GPS 인터페이스 사용 가능

## 니콘 D5300[3]
니콘 D5300은 D5200의 같은 바디와 같은 기술을 적용한 후계기이다. 니콘은 2013년 10월 17일 해당 기종을 발표했으며, 새로운 Expeed 4 프로세서와 처음으로 GPS와 Wi-Fi가 함께 탑재된 채 출시했다. 이것은 기존 D5200과 동일하게 2,416만 화소 센서를 사용하지만 앤티에일리어싱필터를 제거했으며, 이는 D7100과 동일한 스펙을 갖추고 있다.

### 새로 추가된 기능 정리[3][4]
- 보다 저전력으로 특화된 Expeed 4 프로세서를 통해 최대 600장 촬영 가능
- 니콘DSLR중에서는 최초로 Full HD 비디오 60p/50p 기록
- 앤티에일리어싱필터 제거
- 새로운 펜타미러를 통한 0.82배율 95% 시야율
- 9개의 특수 효과
- 3.2인치 107만화소 LCD
- D5200 대비 30g 감소한 480g